# Т-40
Т-40 је совјетски амфибијски тенк из Другог светског рата.

## Историја
Т-40 био је наследник Т-38, са мало дебљим оклопом и далеко боље обликованим трупом. Наоружање је такође унапређено, у тешки митраљез ДСхК калибра 12,6 mm са спрегнутим митраљезом ДТ од 7,62 mm. Такође су усавршене пловне особине. Од јула 1941. амфибијске особине су напуштене, и добијен је Т-40С. Шасија, вешање и пренос Т-40 коришћени су у производњи не-амфибијског лаког тенка Т-60.

## Карактеристике
Пропелер и крма на задњем делу омогућавали су кретање у води брзином око 6 km/h. Возила командира водова и чета имала су радио, остала не. Њихов сувише танак оклоп и слабо наоружање учинили су их неефикаснима за борбу, и са почетком рата Совјети су брзо научили да амфибијска својства, иако понекад корисна, нису бесплатна. Цена пловности био широк труп, танак оклоп и лако наоружање, и већина је 1941. брзо уништена.